# Gaston Blaise
Gaston Blaise (né le 19 novembre 1880 à Ath et mort le 25 février 1964 à Bruxelles) est un ancien officier militaire belge, industriel et gouverneur de la Société Générale de Belgique ayant joué un rôle important dans la défense de la Belgique à l’occasion de la Première Guerre mondiale ainsi que durant l’occupation de la Belgique par l’Allemagne pendant la Seconde Guerre mondiale.

## Biographie

### Jeunesse
Gaston Frédéric Joseph Ghislain Blaise, est né le 19 novembre 1880 à Ath, fils de Lambert Blaise (officier belge) et d'Aline Lauters. Prédestiné à une carrière militaire par son père, après avoir accompli ses humanités à l'Athénée de Dinant, le jeune Gaston Blaise rejoint l'École des Cadets en 1897, puis l'année suivante l'École royale Militaire dont il sort en 1903 en tant que Militaire Officier ingénieur. La même année, il épouse son amie d'enfance, Adolphine Dekkers. Elle lui donnera un enfant, Henry Blaise, qui finira lui aussi par devenir ingénieur et intégrera le groupe Société Générale de Belgique.
Sa première affectation est en tant que répétiteur à l'École royale militaire où il servira les deux premières années de sa carrière. Il est ensuite affecté au commandement des fortifications d'Anvers où il mettra son habileté et ses connaissances à profit de manière remarquable. C'est à cette époque que Gaston Blaise commence à se faire un nom, notamment en critiquant tout le principe de la puissance défensive d'une ville fortifiée, une stratégie très répandue à l'époque. En 1912, il est nommé au cabinet du ministre de la Guerre,. 

### Première Guerre mondiale
Le 4 août 1914, l'armée allemande envahit la Belgique et Gaston Blaise souhaite ardemment rejoindre les combats, mais à la place il est chargé par le ministre de la Guerre des Établissements d'artillerie, qui devaient fournir à l'armée belge des armes et munitions. La tâche était très ardue, mais il réussit à créer et à organiser presque de toutes pièces et avec peu de moyens les Établissements d'artillerie, efficaces et bien gérés, qui allaient en effet réussir leur objectif de soutenir l'armée belge et lui fournir les outils nécessaires pour tenir la lutte. 
En novembre 1918, l'armistice est signé et Gaston Blaise est promu au grade de major. Son talent de chef et d'organisateur est apprécié et reconnu, même par le Roi des Belges.

### Entre-deux-guerres
Après la fin de la guerre, il s'impliquera brièvement dans les questions de réparations au ministère des Affaires économiques. C'est après cela que sa carrière prend un tournant. Courtisé par de nombreuses entreprises privées intéressées par ses talents pour la reconstruction des installations détruites pendant la guerre, il finit par accepter l'offre de reconstruire les usines de la Compagnie des Métaux d'Overpelt-Lommel. Cette première expérience a été le début d'une longue et illustre carrière dans le monde industriel, où il a eu un impact notable dans le secteur des métaux non ferreux, de la chimie et de l'électricité. En 1924, le Gouverneur de la Société Générale de Belgique, Jean Jadot, décide de rajeunir son conseil d'administration en nommant de nouveaux membres. 
Gaston Blaise, mettant de côté son poste d'administrateur-délégué à la Compagnie des Métaux d'Overpelt-Lommel, a alors l'opportunité d'utiliser ses talents et sa profonde connaissance de l'industrie métallurgique des non-ferreux pour contribuer à l'extension du contrôle de la Société Générale sur ce secteur particulier, ainsi que sur d'autres et obtient plusieurs mandats dans les entreprises industrielles du groupe. Par exemple, la Métallurgique de Hoboken, la Société générale des Minerais, Mines et Fonderies de la Vielle-Montagne, la Société d'Électricité et de Traction (Tractionel), la société d'Électricité du Bassin de Charleroi, la Société d'Électricité de la Campine et Electrobel. Il va également développer et mettre en œuvre dans le secteur de l'énergie une stratégie qui perdurera même après sa mort en 1964. Celle-ci va engendrer à la fin des années 1930 un monopole du secteur de l'énergie par la Société Générale de Belgique via la détention de la Société d'Électricité et de Traction autour de laquelle gravitaient les autres. En 1939, Gaston Blaise devient Vice-Gouverneur du Holding de la Société Générale à la suite du départ de Félicien Cattier de ce poste.

### Occupation allemande
Le 10 mai 1940, l'Allemagne envahit à nouveau la Belgique et selon un code de conduite établi en 1938, Gaston Blaise et d'autres membres du conseil d'administration se replient en sécurité le 12 mai 1940 dans une zone libre afin de maintenir les relations avec le Congo, les États-Unis et bien sûr la Belgique. Son équipe s'établit finalement à Bordeaux où de nombreux Belges pensaient créer un point de ralliement d'où ils pourraient aider l'effort de guerre de leur pays. Grâce aux contacts de Gaston Blaise avec le gouvernement belge, ils décident de transférer le ministre des Finances ainsi que le ministre des Affaires étrangères et des Colonies à Londres. 
Mais à la suite de la défaite et de la capitulation de la Belgique face à l'agresseur, à la demande d'Alexandre Galopin, le Gouverneur de la Société Générale de Belgique de l'époque et ami proche de Gaston Blaise, il retourne en Belgique en sa compagnie. Le plan d'Alexandre Galopin était que les entreprises belges fournissent l’occupant, plutôt que de soumettre entièrement leur industrie à l'Allemagne nazie. D'abord pour éviter que leur industrie ne tombe sous l'administration complète des Allemands et aussi pour être plus à même de pouvoir approvisionner discrètement logistiquement et par n’importe quels moyens la résistance à l'occupation. C'était une politique de présence et de résistance passive que Gaston Blaise soutient pleinement.
C'est à Gaston Blaise que revient la tâche de porter assistance aux groupes ou individus contraints à la clandestinité et aux mouvements de résistance. Mais cette attitude de la Société Générale de Belgique attire suffisamment l'attention pour provoquer l'assassinat brutal d'Alexandre Galopin le 28 février 1944 sur le seuil de sa demeure par des agents à la solde de l'occupant, un crime qui provoque dans le pays une intense émotion. À l'unanimité, Gaston Blaise, son ami proche et partisan, est choisi pour le remplacer comme nouveau Gouverneur de la Société Générale de Belgique. Mais, craignant de nouvelles représailles envers la Société Générale de Belgique et plus particulièrement contre sa vie de la part de l'occupant allemand et de ses collaborateurs, il est contraint d'assumer ses fonctions dans la clandestinité.

### Après-guerre
Lorsque la Belgique est libérée de l'envahisseur allemand, Gaston Blaise défend vigoureusement la mémoire d'Alexandre Galopin et la doctrine qu'il s'était fixé pendant la guerre ainsi que les industriels qui s'y conformèrent contre les nombreuses accusations de collaboration. Et c'est l'esprit serein qu'il accepte le 1er janvier 1951 le poste honoraire de Gouverneur de la Société Générale de Belgique.
L'après-guerre est pour lui l'occasion de mettre ses compétences et ses connaissances au service de la Société Générale de Belgique au Congo, à la Présidence de l'Union Minière du Haut-Katanga de 1946 à 1954 et de la Société Minière du Bécéka de 1946 à 1957.

### Décès
Gaston Blaise décède le 25 février 1964 après une brève maladie à Bruxelles. Il semble que toute la vie de Gaston Blaise ait été dictée par son profond sens du patriotisme et son expérience militaire. Cet attachement militaire qu'il ne l'a jamais vraiment quitté puisqu’il continue dans la réserve bien après avoir porté ses talents dans le monde civil et accède au grade de général-major en 1936. Il consacre également une partie de sa fortune tout au long de sa vie à des organisations militaires caritatives.

## Distinction
- Grand officier de l'ordre de la Couronne en 1950 (Belgique).